# Amazaspes I Arzerúnio
Amazaspes I Arzerúnio (em armênio: Համազասպ Ա Արծրունի; romaniz.: Hamazasp A Artsruni; m. 7 de janeiro de 785) foi um nacarar armênio do século VIII, chefe da família Arzerúnio e príncipe de Vaspuracânia. Era filho do príncipe Cacício I.

## Nome
Amazaspes (Amazáspēs, Amazáspēs) ou Amazaspo (Amazaspus; Αμαζάσπος, Amazáspos) são as formas latina e grega do persa médio Hamazaspe (*Hamazāsp) que, em última análise, deriva do persa antigo Hamazaspa (Hamāzāspa). Embora a etimologia precisa de *Hamazāsp/Hamāzāspa permaneça sem solução, pode ser explicada através do avéstico *hamāza-, "colisão/confronto" + aspa-, "cavalo", ou seja, "aquele que possuía corcéis de guerra". Foi registrado em armênio (Համազասպ, Hamazasp) e georgiano (em georgiano: ამაზასპ, Amazasp’) como Hamazaspe.

## Vida
Amazaspes I aparece pela primeira vez em 770, quando foi capturado, junto de seu irmão Isaque I e seu pai Cacício I, pelo osticano da Armênia Solimão, provavelmente na Mesopotâmia, em retaliação às investidas de Cacício contra os muçulmanos. Apesar das ofertas de resgate, Cacício morreu na prisão em 772, mas seus filhos foram posteriormente libertos. Eles se recusaram a aderir à revolta de 775, que terminou na derrota armênia em Bagrauandena.
Alguns anos mais tarde, depois duma nova revolta, o califa abássida Almadi (r. 775–785) ordenou a prisão dos irmãos Amazaspes I, Isaque I e Meruzanes II. Após três anos, o carrasco questionou-lhes se preferiam a morte ou a apostasia. Isaque e Amazaspes optaram pela morte, enquanto Meruzanes a apostasia. Amazaspes I foi sucedido por seu irmão Meruzanes, que por sua vez foi sucedido por seu sobrinho Cacício II de quem nada se sabe, exceto que era pai de Amazaspes II, que por sua vez era pai de Asócio I, príncipe de Vaspuracânia em 863.